# بریسپورت (نیویورک)
بریسپورت (به انگلیسی: Breesport) یک منطقهٔ مسکونی در ایالات متحده آمریکا است که در شهرستان چیمانگ، نیویورک واقع شده‌است. بریسپورت ۶۲۶ نفر جمعیت دارد و ۳۳۴٫۹۸ متر بالاتر از سطح دریا واقع شده‌است.